# Sao cánh ngắn
Hopea brachyptera là loài thực vật họ Dầu. Đây là loài đặc hữu của Philippines.